# Давидсон, Арон Михайлович
Арон Михайлович Давидсон (12 мая 1921 года, Сновск — 24 июня 2012 года, Владикавказ) — советский и российский учёный-металловед, доктор технических наук, профессор кафедры теории и автоматизации металлургических процессов и печей Северо-Кавказского горно-металлургического института (государственного технологического университета), г. Владикавказ. Брат архитектора Бориса Давидсона.

## Биография
Родился в семье магазинного работника М. М. Давидсона (1888—1960) и врача-стоматолога Р. Г. Эфросман (1892—1964). В семье было четверо детей, из них двое старших — Борис и Арон — стали известными учёными.
В 1938 году А. М. Давидсон поступил в Днепропетровский металлургический институт, который готовил специалистов для черной металлургии.
С началом Великой Отечественной войны добровольцем ушёл на фронт, но в декабре 1941 года был комиссован из-за тяжелого ранения.
С января 1942 года стал работать в селении Студенояблоневка Сталинградской области в колхозе имени Ленина счетоводом.
Счетоводом он работал до июня 1942 года, а с июля 1942 по март 1944 года А. М. Давидсон стал работать в этом же колхозе школьным учителем физики и математики. В этой же школе он познакомился с будущей супругой Надеждой Марковной Бовитуненко, учительницей младших классов. В селении Студенояблоневка в 1943 году родилась его первая дочь — Валентина.
В коммунистическую партию А. М. Давидсон вступил в июле 1944 года.
В 1944 году он вернулся в Днепропетровский металлургический институт и был сразу избран секретарем комитета комсомола. В 1944 году его назначили комсоргом ЦК ВЛКСМ Днепропетровского металлургического института.
В марте 1944 года А. М. Давидсон восстановился как студент в Днепропетровском металлургическом институте и в 1947 году его закончил, получив специальность «прокатчик».
В 1949 году А. М. Давидсон защитил кандидатскую диссертацию по теме «Тепловая работа нагревательных колодцев». Научным руководителем его работы был заведующий кафедрой «Металлургических печей» Днепропетровского металлургического института профессор Ной Юльевич Тайц.
После защиты кандидатской диссертации его направили в Ждановский металлургический институт, где он стал работать старшим преподавателем на кафедре энергетики и металлургических печей.
В августе 1950 года А. М. Давидсон был направлен на работу в Северо-Кавказский горно-металлургический институт, где стал работать старшим преподавателем кафедры общей металлургии. В СКГМИ ему пришлось фактически переучиваться, потому что он ранее специализировался по чёрной металлургии, а СКГМИ готовил специалистов в области цветной металлургии. С ноября 1951 года А. М. Давидсон — доцент своей кафедры.
В 1952 году в его семье родилась вторая дочь — Людмила.
В этом же году он был избран секретарем парткома СКГМИ, и находился на этой должности до 1960 года.
Участвовал в художественной самодеятельности института, пел в хоре.
В 1952—1960 годах — секретарь парткома СКГМИ.
В 1960—1963 годах — проректор по учебной работе СКГМИ.
В 1964 году защитил докторскую диссертацию на тему "Исследование некоторых печей цветной металлургии и методика определения их оптимальных параметров.
В 1968—1991 годах — заведующий кафедрой «Теории и автоматизации металлургических процессов и печей» СКГМИ.
С 1991 года до 24 июня 2012 года Арон Михайлович Давидсон продолжал работать на своей кафедре.
Доктор технических наук, профессор.
Автор 265 научных работ, 19 авторских свидетельств и 3 патентов.
Заслуженный деятель науки и техники РФ, заслуженный деятель науки и техники республики Северная Осетия-Алания.
Награждён орденами «Трудового Красного Знамени» (1971), «Знак Почета» (1980), "Отечественной войны 1 степени "(1985), Дружбы (2002), «За заслуги перед Отечеством» 4 степени (2006) и 20 медалями.
Имеет дочь и 3 внучек.
Основные научные результаты им получены в области определения рациональной температуры отходящих газов из трубчатых вращающихся печей процессов кальцинации и в области оптимизации температуры корпусов электрических печей сопротивления.
На данный момент, на Пикалевском алюминиевом заводе эксплуатируются 3 трубчатых вращающихся печи кальцинации глинозема, работающие с температурой отходящих газов, рассчитанных на основании докторской диссертации А. М. Давидсона. На Богословском алюминиевом заводе работают 7 подобных печей. Результаты научной деятельности позволили получить значительный экономический эффект.

## Избранные[кем?]публикации
- Давидсон А. М., Рутковский А. Л. Исследование и совершенствование процесса сжигания газообразного топлива // Известия высших учебных заведений. Цветная металлургия : Журнал. — 2006. — № 4. — С. 67—71. — ISSN 0021-3438.
- Рутковский А. Л., Давидсон А. М., Чурсалова С. С., Старикова Т. В. Расчет степени диссоциации при горении газообразного топлива // Известия высших учебных заведений. Цветная металлургия : Журнал. — 2005. — № 3. — С. 77—80. — ISSN 0021-3438.
- Рутковский А. Л., Мешков Е. И., Давидсон А. М. и др. Исследование процесса факельного сжигания газообразного топлива // Инженерно-физический журнал. — 2009. — Т. 82, № 1. — С. 134—140. — ISSN 0021-0285.